# Staurastrum gurgeliense
Staurastrum gurgeliense là một loài Song tinh tảo trong họ Desmidiaceae, thuộc chi Staurastrum.